# لیل-ده-پن
لیل-ده-پن (به فرانسوی: Île des Pins) یک کمون در فرانسه است که در کالدونیای جدید واقع شده‌است. لیل-ده-پن ۱۵۲٫۳ کیلومتر مربع مساحت و ۱٬۹۵۸ نفر جمعیت دارد و ۲۰ متر بالاتر از سطح دریا واقع شده‌است.